# Явчиці (Малопольське воєводство)
Явчиці (пол. Jawczyce) — село в Польщі, у гміні Біскупиці Велицького повіту Малопольського воєводства.
Населення — 508 осіб (2011).

## Демографія
Демографічна структура станом на 31 березня 2011 року:
|          | Загалом | Допрацездатний вік | Працездатний вік | Постпрацездатний вік |
| -------- | ------- | ------------------ | ---------------- | -------------------- |
| Чоловіки | 243     | 59                 | 161              | 23                   |
| Жінки    | 265     | 54                 | 146              | 65                   |
| Разом    | 508     | 113                | 307              | 88                   |